# Parmehutu
Le Parmehutu (Parti du mouvement de l’émancipation hutu) est un parti politique rwandais issu d'un mouvement social créé au Rwanda en 1957 (à ne pas confondre avec un parti burundais, le Palipehutu ou Parti pour la libération du peuple hutu, créé illégalement au Burundi voisin en 1980).
Le mouvement Parmehutu, fondé par Grégoire Kayibanda, fut officiellement enregistré comme parti politique en 1959 et dura toute la première République. Kayibanda provoqua l'abolition de la monarchie et la déchéance du mwami Kigeri V par un référendum du 25 septembre 1961, mit en place le premier gouvernement hutu et devint ensuite président de la République, qui allait être indépendante le 1er juillet 1962. Lors des élections de 1961 (supervisées par les Nations unies), le Parmehutu avait raflé 35 sièges sur 44 (deux autres partis se partagèrent les 9 autres sièges) ; quatre ans après, il remporta la totalité des sièges lors des élections du 3 octobre 1965 (47 sièges).
Le Général-major Juvénal Habyarimana, alors ministre de la Défense, renversa Kayibanda lors du coup d'État du 5 juillet 1973 et le Parmehutu fut dissous.